# Wereldkampioenschap voetbal 2006 (Groep A) Duitsland - Costa Rica
Deze pagina is een subpagina van het artikel Wereldkampioenschap voetbal 2006. Hierin wordt de wedstrijd in de groepsfase in groep A tussen Duitsland en Costa Rica gespeeld op 9 juni 2006 nader uitgelicht.

## Nieuws voorafgaand aan de wedstrijd
- 1 juni - Na de 4-0 nederlaag tegen Oekraïne verloor Costa Rica ook haar laatste oefenduel. Tegen Tsjechië werd het 1-0 door een doelpunt van Vratislav Lokvenc.
- 5 juni - Michael Ballack miste het tweede deel van de training. Het medisch team van Duitsland meldde dat dit gebeurde uit voorzorg en dat Ballack geen blessure heeft opgelopen.
- 6 juni - De toonaangevende spelers binnen de Costa Ricaanse selectie Paulo Wanchope, Gilberto Martínez, Alvaro Mesen en Michael Umaña moesten het allen rustig aan doen tijdens de training aangezien zij kampten met pijn of lichte blessures.
- 6 juni - Voor de tweede dag op rij miste Michael Ballack de training vanwege een blessure. De twijfels of hij aan de openingswedstrijd mee zal kunnen doen stapelen zich op. Hijzelf verklaarde dat de blessure meevalt, terwijl de teamarts aangeeft dat het er om zal spannen.
- 7 juni - Michael Ballack bleef problemen houden met de kuit en verliet vandaag opnieuw vroegtijdig de training, door na 30 minuten de kleedkamer op te zoeken.
- 8 juni - Jürgen Klinsmann maakte openbaar dat Michael Ballack niet meespeelt tegen Costa Rica. De middenvelder bleef te veel hinder van zijn kuit ondervinden en de teamleiding wilde geen risico's nemen met het oog op de rest van het toernooi.

## Voorbeschouwing

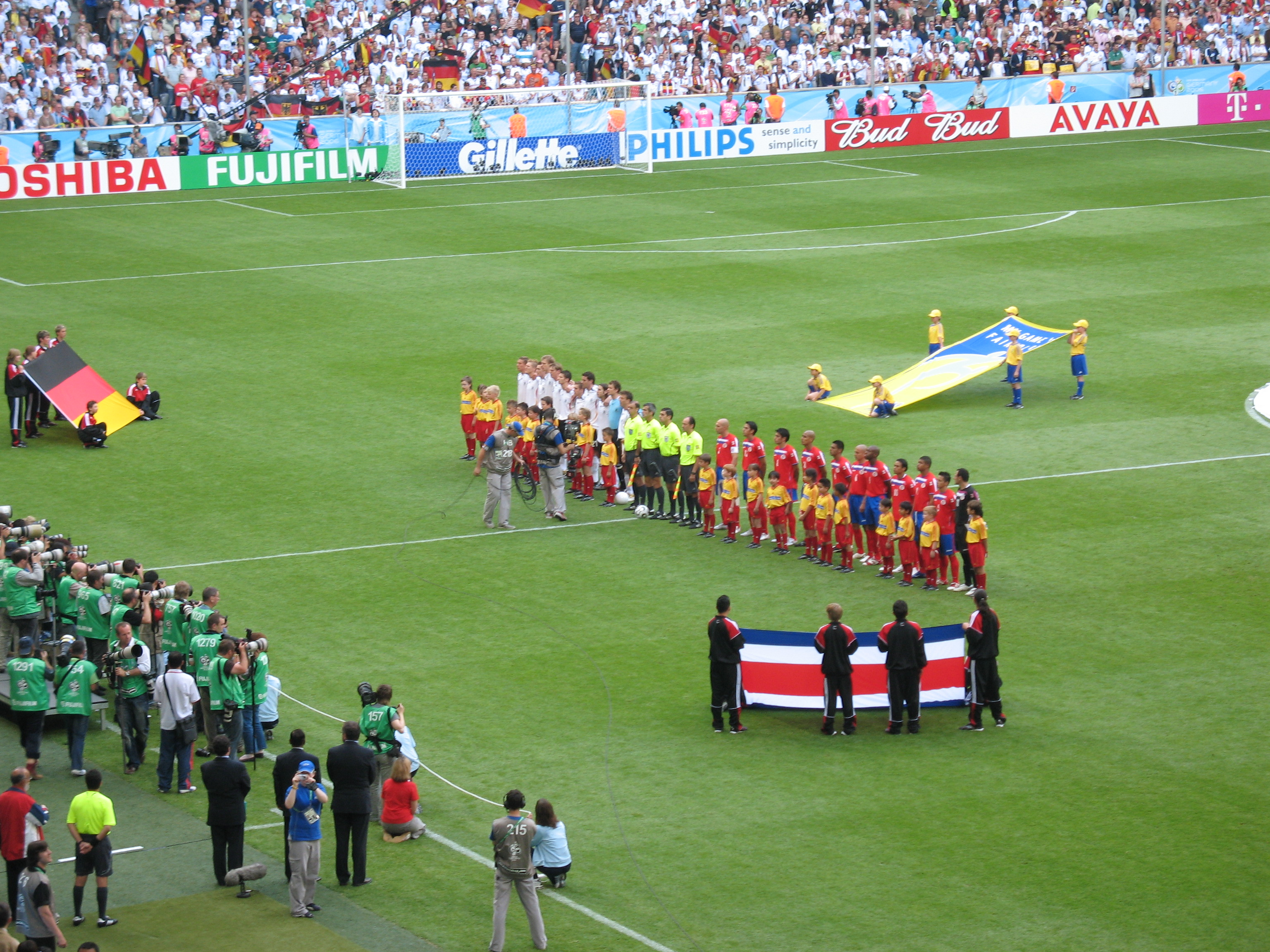
De teams staan in een rij voor de volksliederen

In 2006 werd de openingswedstrijd niet gespeeld door de titelverdediger zoals de 36 voorgaande jaren het geval was, maar door het organiserend land. Duitsland en Costa Rica troffen elkaar nog nooit in een officiële interland. Tijdens Wereldkampioenschappen voor jeugdteams troffen beide landen elkaar wel twee keer. Zowel in Qatar (1995) als in Nigeria (1999) ontmoetten de landen elkaar op het WK onder 20 en beide keren kwam Costa Rica als winnaar naar voren. De Ticos wonnen beide duels met 2-1.

## Wedstrijdgegevens
| Datum                | 9 juni 2006                | 9 juni 2006                |
| Stadion              | Allianz Arena, München     | Allianz Arena, München     |
| Toeschouwers         | 64.950                     | 64.950                     |
| Scheidsrechter       | Horacio Elizondo           | Horacio Elizondo           |
| Assistenten          | Dario Garcia Rodolfo Otero | Dario Garcia Rodolfo Otero |
| Vierde man           | Carlos Chandía             | Carlos Chandía             |
| Man van de wedstrijd | Miroslav Klose             | Miroslav Klose             |
|                      | Duitsland                  | Costa Rica                 |
| Doelpunten           | 4                          | 2                          |
| Gele kaarten         | 0                          | 2                          |
| Rode kaarten         | 0                          | 0                          |
| Wissels              | 3                          | 3                          |
| Schoten op doel      | 10                         | 2                          |
| Schoten naast doel   | 11                         | 2                          |
| Overtredingen        | 11                         | 15                         |
| Hoekschoppen         | 7                          | 3                          |
| Buitenspel           | 3                          | 3                          |
| Strafschoppen        | 0                          | 0                          |
| Balbezit (tijd)      | 34'00"                     | 20'00"                     |
| Balbezit (%)         | 63%                        | 37%                        |

| Duitsland | 4 – 2                | Costa Rica |
| Philipp Lahm (-) 6' Miroslav Klose (Bastian Schweinsteiger) 17' Miroslav Klose (-) 61' Torsten Frings (Bastian Schweinsteiger) 87'                                                          | doelpunten (assists) | 12' Paulo Wanchope (Rónald Gómez) 73' Paulo Wanchope (Walter Centeno) |
| Jürgen Klinsmann | bondscoach           | Alexandre Guimarães |
| Jens Lehmann Arne Friedrich Bastian Schweinsteiger Torsten Frings Miroslav Klose 79' Philipp Lahm Per Mertesacker Tim Borowski 72' Bernd Schneider 90+1' Lukas Podolski Christoph Metzelder | opstellingen         | José Francisco Porras Luis Marín Michael Umaña 66' Gilberto Martínez Danny Fonseca 78' Mauricio Solís Paulo Wanchope Walter Centeno 90+1' Rónald Gómez Leonardo González Douglas Sequeira |
| Sebastian Kehl 72' Oliver Neuville 79' David Odonkor 90+1' | wissels              | 66' Jervis Drummond 78' Cristian Bolaños 90+1' Randall Azofeifa |
| | gele kaarten         | 30' Danny Fonseca |
| | rode kaarten         | |

## Overzicht van wedstrijden
| Groepswedstrijden | | | |
| Groep A | Groep B | Groep C | Groep D |
| Duitsland - Costa Rica Polen - Ecuador Duitsland - Polen Ecuador - Costa Rica Ecuador - Duitsland Costa Rica - Polen             | Engeland - Paraguay Trinidad en Tobago - Zweden Engeland - Trinidad en Tobago Zweden - Paraguay Zweden - Engeland Paraguay - Trinidad en Tobago | Argentinië - Ivoorkust Servië en Montenegro - Nederland Argentinië - Servië en Montenegro Nederland - Ivoorkust Nederland - Argentinië Ivoorkust - Servië en Montenegro | Mexico - Iran Angola - Portugal Mexico - Angola Portugal - Iran Portugal - Mexico Iran - Angola                               |
| Groep E | Groep F | Groep G | Groep H |
| Italië - Ghana Verenigde Staten - Tsjechië Italië - Verenigde Staten Tsjechië - Ghana Tsjechië - Italië Ghana - Verenigde Staten | Australië - Japan Brazilië - Kroatië Brazilië - Australië Japan - Kroatië Japan - Brazilië Kroatië - Australië                                  | Frankrijk - Zwitserland Zuid-Korea - Togo Frankrijk - Zuid-Korea Togo - Zwitserland Togo - Frankrijk Zwitserland - Zuid-Korea                                           | Spanje - Oekraïne Tunesië - Saoedi-Arabië Spanje - Tunesië Saoedi-Arabië - Oekraïne Saoedi-Arabië - Spanje Oekraïne - Tunesië |
| Achtste finales | | | |
| Duitsland - Zweden Argentinië - Mexico                                                                                           | Italië - Australië Zwitserland - Oekraïne | Engeland - Ecuador Portugal - Nederland | Brazilië - Ghana Spanje - Frankrijk                                                                                           |
| Kwartfinales | | | |
| Duitsland - Argentinië | Italië - Oekraïne | Engeland - Portugal | Brazilië - Frankrijk |
| Halve finales | | | |
| Duitsland - Italië | Duitsland - Italië | Portugal - Frankrijk | Portugal - Frankrijk |
| Troostfinale | | | |
| Duitsland - Portugal | | | |
| Finale | | | |
| Italië - Frankrijk | | | |